# ديكاتور (جورجيا)
ديكاتور (بالإنجليزية: Decatur)‏ هي مدينة واقعة في مقاطعة ديكالب، بولاية جورجيا. حسب إحصاء السكان لعام 2000، المدينة كان بها عدد سكان إجمالي يساوي 18147 نسمة. إن المدينة هي حاضرة إقليم مقاطعة ديكالب. ديكاتور هي جزء من منطقة أطلانطا الحضرية والنقل العام مخدوم من قبل مارتا (MARTA). شعار المدينة، كما كتب على ختم المدينة، هو «مدينة البيوت، والكنائس، والمدارس». جورجيا يوجد فيها أيضاً مقاطعة ديكاتور في الزاوية الجنوبية الغربية للولاية.

## تاريخ
في 1823 ديكاتور أسست في تقاطع أثري أمريكي أصلي. البلدة سميت بهذا الاسم تيمناً بالبطل البحري ستيفن ديكاتور. في العقد 1830، سكة الحديد الغربية والأطلسية أرادت جعل ديكاتور نقطة توقف في أقصى الجنوب. مواطنو ديكاتور لم يريدوا الضوضاء والتلوث الذين ينتجون عن هذه المحطة الطرفية الرئيسية، لذا رفضوا الاقتراح. رداً على ذلك، سكة الحديد أسست مدينة جديدة في المنطقة الجنوبية الغربية لديكاتور. هذه البلدة أصبحت معروفاً لاحقاً باسم أطلانطا، جورجيا.
أثناء الحرب الأهلية الأمريكية، ديكاتور كانت موقعاً إستراتيجياً في حملة شيرمان ضد أطلانطا. في يوليو من عام 1864 جنرال الاتحاد جيمس ب. مكفرسون احتل ديكاتور لقطع طريق تجهيز الحليف من أوغستا، جورجيا. في النصف الأخير من القرن العشرين، المنطقة الحضرية أطلانطا توسعت إلى مقاطعة ديكالب دون اندماجها، وهي في النهاية تحيط ديكاتور من كل الجوانب.
للاستعداد للألعاب الأولمبية الصيفية عام 1996 في أطلانطا، مرت مدينة ديكاتور بمراحل ترميم رئيسية، مع تركيز معين على منطقة دار العدل المربعة. في السنوات اللاحقة، ضواحي مدينة ديكاتور أصبحت عصرية.

## أعلام
- جون ماكينا
- جال هارولد
- جان هوكس
- ليزا روبرتس
- بيل ماكغي
- جون ويليام جونز
- ميجر لانس
- إليزابيث ستيفنسون
- كيري هيلسون
- دوايت فيليبس